# Got None
Got None è il singolo più importante di Robert Post.
Uscito nel 2005 è diventato subito un successo anche in Italia, nel cui airplay radiofonico è arrivato secondo, battuto solo da Chariot di Gavin DeGraw.
Il brano fu impiegato anche in uno spot che pubblicizzava la marca di gelati Algida.

## Classifiche
| Classifica  | Posizione |
| ----------- | --------- |
| Italia      | 29        |
| Regno Unito | 43        |